# Atosibán
El atosibán es un medicamento inhibidor de las hormonas oxitocina y vasopresina. Se utiliza por vía intravenosa para detener la progresión de un parto prematuro. Aunque los estudios iniciales sugirieron que podría ser utilizado en forma de aerosol nasal y, por tanto, su uso no hubiese requerido ingreso hospitalario, no se utiliza en esa forma. Fue desarrollado en Suecia, y apareció en la literatura por primera vez en 1985.
El atosibán es una modificación química de la oxitocina e inhibe la acción de dicha hormona a nivel del útero lo cual causa una inhibición de las contracciones uterinas, por lo tanto, actúa como tocolítico.
Una revisión en 2005 demostró que el atosibán contaba con menos efectos secundarios que los tocolíticos ya existentes como la ritodrina y otros betamiméticos
pero no ofrecía ventajas por encima del placebo, más aún, en un estudio se demostró que causaba peores resultados para el feto. Las revisiones de varios estudios concluyen que la nifedipina es más prometedor en la inhibición de las contracciones uterinas durante el parto pretérmino.

## Farmacología
El atosibán es una modificación química de la oxitocina e inhibe la acción de dicha hormona a nivel del útero lo cual causa una inhibición de las contracciones uterinas, por lo tanto, actúa como tocolítico.
Una revisión en 2005 demostró que el atosibán contaba con menos efectos secundarios que los tocolíticos ya existentes como la ritodrina y otros betamiméticos, pero no ofrecía ventajas por encima del placebo, más aún, en un estudio se demostró que causaba peores resultados para el feto. Las revisiones de varios estudios concluyen que la nifedipina es más prometedor en la inhibición de las contracciones uterinas durante el parto pretérmino. Atosibán de nombre comercial Tractocile, contiene un péptido sintético que es un antagonista competitivo de los receptores de la oxitocina humana. También se ha demostrado su unión a los receptores de vasopresina y a través de este mecanismo, la inhibición del efecto de la vasopresina. Tractocile a dosis recomendadas antagoniza las contracciones uterinas e induce el estado de reposo uterino. Las contracciones uterinas se reducen significativamente a los 10 minutos y se alcanza un estado de reposo uterino estable durante 12 horas. Este medicamento ha demostrado ser una terapia adecuada en el tratamiento de la amenaza de parto prematuro debido a su eficacia y su perfil de seguridad presentando pocos eventos adversos fetales y maternos.

## Tratamiento
El tratamiento con atosibán debe de ser iniciado y mantenido por un médico especialista con experiencia en tratamiento de partos prematuros y se realiza en tres etapas, una dosis inicial de 0.9 ml (6.75 mg) en bolo, seguida inmediatamente de la infusión continua de una dosis elevada (infusión de carga de 300 microgramos/min) durante 3 horas de atosibán 7.5 mg/ml concentrado en solución para infusión, seguida de una dosis menor para mantenimiento (infusión de mantenimiento 100 microgramos/min) hasta 45 horas. La duración del tratamiento no debe de superar las 48 horas. La dosis total administrada durante un ciclo completo de tratamiento no debe superar preferiblemente los 330 mg de principio activo